# طوطی گلی غربی

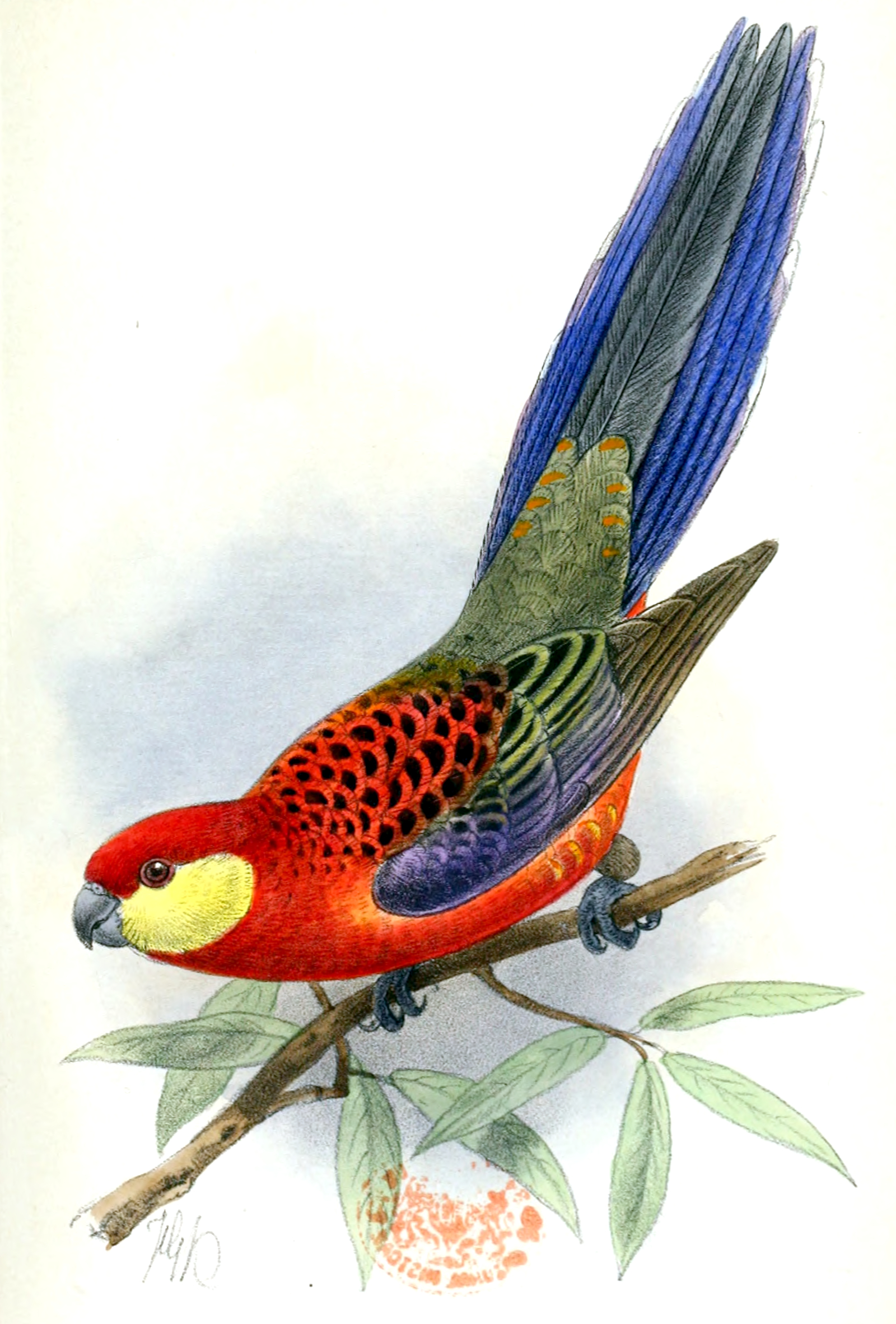
"Platycercus xanthogenys" Keulemans، ۱۸۹۱. این یک نمونه از نمونه تایپ از زیرگونه Platycercus icterotis xanthogenys است.

طوطی گلی غربی یا طوطی دم‌پهن غربی (نام علمی: Platycercus icterotis)، یا مویادونگ، گونه‌ای از طوطی‌ها و بومی جنوب غربی استرالیا است. سر و زیرتنه آن قرمز روشن و پشت آن مشکی خالدار است. یک لکه زرد در گونه آن را از دیگر گونه‌های Platycercus متمایز می‌کند. بالغان این گونه دوشکلی جنسی را با ماده‌ها به‌طور کلی کدرتر نشان می‌دهند. جوان‌ها بدون رنگ‌های چشمگیر پرندگان بالغ هستند و الگوهای مشخصه آن به راحتی قابل تشخیص نیست. صدای ارتباطی آنها یک صدای پینک-پینک ملایم است و بیشتر رفتار آنها نسبتاً پنهانگر است. زیستگاه آنها در جنگل‌های اکالیپتوس و زمین‌های جنگلی است، جایی که آنها اغلب دیده‌نشده باقی می‌مانند تا زمانی که برای خوردن دانه‌ها در بخش‌های پاک‌سازی‌شده آشکار می‌شوند.

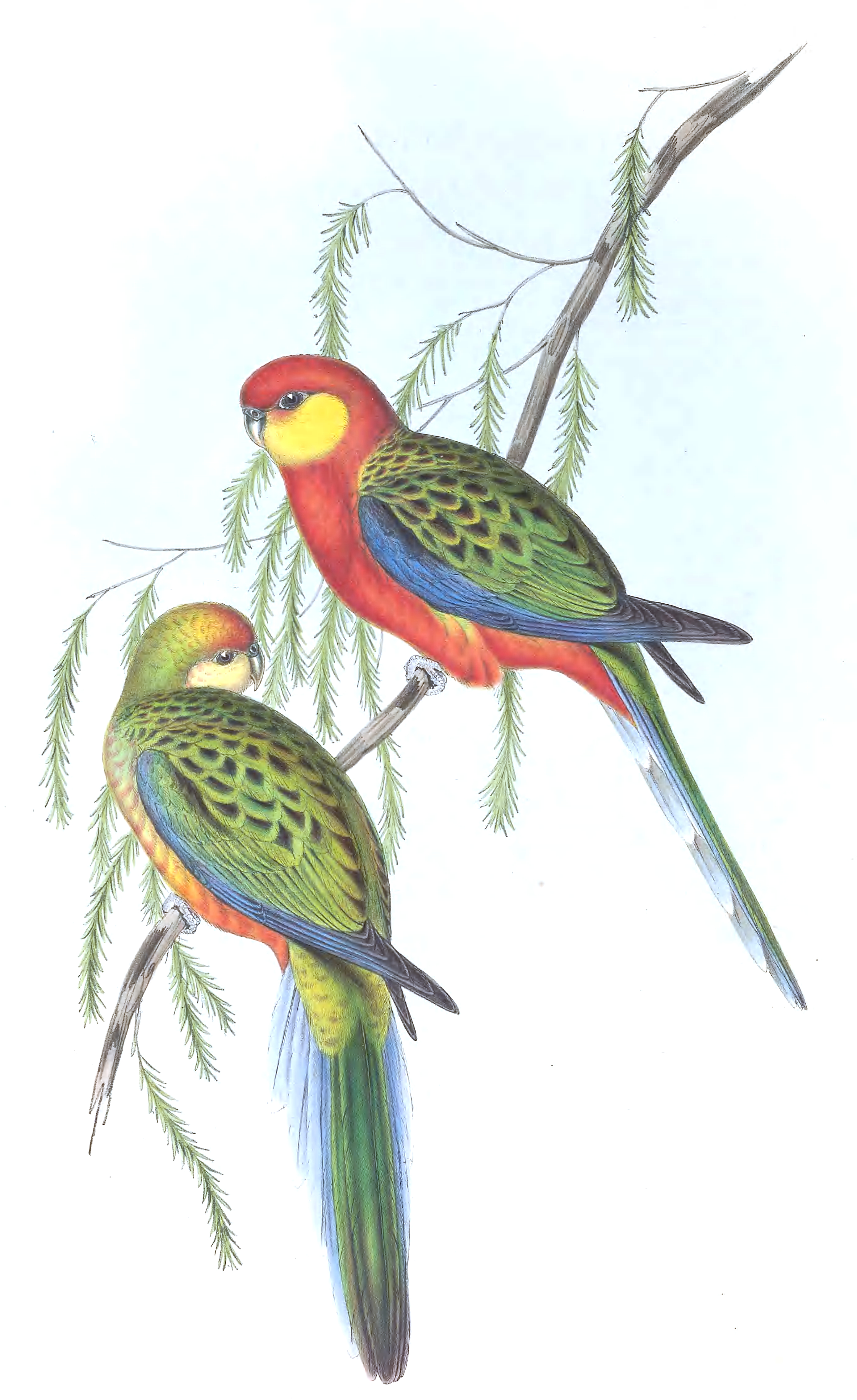
Platycercus icterotis اثر هنری کنستانتین ریشتر، نام‌گذاری دوبارهٔ "Earl of Derby Parrakeet" در سال ۱۸۴۸

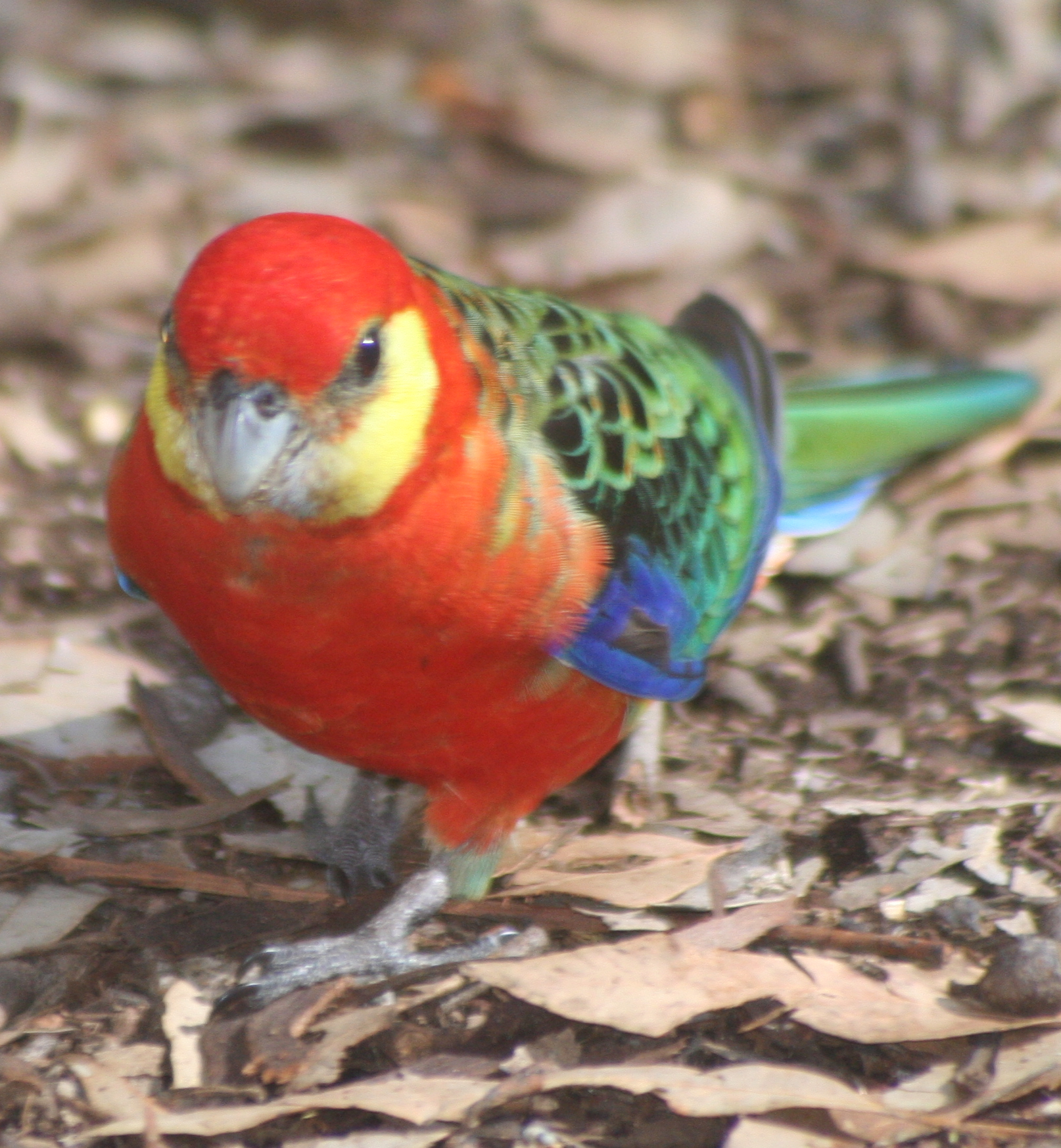
نر بالغ در حال راه رفتن در میان بستر برگ